# Walter z Plettenbergu
Walter z Plettenbergu, (německy Wolter von Plettenberg, 1450 Welver – 28. února 1535 Cēsis) byl mezi lety 1494 a 1535 mistr Livonského řádu a jeden z nejvýznamnějších vůdců Řádu německých rytířů, původem baltský Němec.

## Život
Plettenberg se narodil ve Welveru ve Vestfálsku. Od deseti let žil v pevnosti Narva a v patnácti letech se připojil k Řádu. Roku 1489 byl zvolen maršálem (Landmarschall), o dva roky později se účastnil bojů proti městu Rize a roku 1494 byl zvolen mistrem. Ve stejném roce Moskva uzavřela kancelář Hanzy v Novgorodu a uvěznila hanzovní obchodníky, z nichž většina byli Livoňané, čímž byla Livonie zatažena do války s Moskevským knížectvím. Po ztroskotání vyjednávání v roce 1498 se Plettenberg rozhodol o preventivním útoku proti Pskovu, formálně nezávislému státu pod silným vlivem Moskvy.

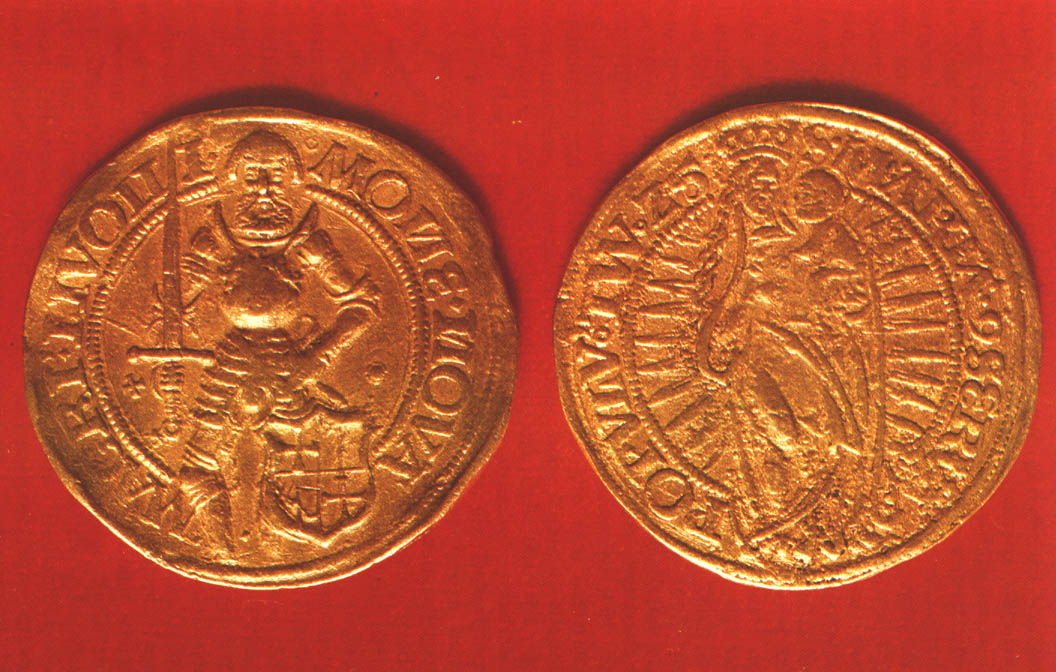
Zlatá mince s vyobrazením Waltera z Plettenbergu

Roku 1500 Plettenberg utvořil alianci s litevským velkoknížetem Alexandrem Jagellonským (Wendenská smlouva), který byl již rok ve válce s moskevským velkoknížectvím. Taktéž se snažil přesvědčit papeže Alexandra VI. k vyhlášení křížového tažení proti Rusům a získat část peněz z odpustků, ale jeho úsilí bylo marné. Ve válce s Moskovou (1501–1503) se Plettenberg ukázal jako talentovaný a zkušený velitel. Jeho síla spočívala v mistrném použití těžké jízdy a dělostřelectva. S touto taktikou zvítězil v srpnu 1501 v bitvě na řece Serice. S armádou Livonské konfederace o síle osmi tisíc pěších a čtyř tisíc jezdců porazil zhruba dvojnásobnou ruskou přesilu. Bez příslibu pomoci od Litvy nemohl Plettenberg dobýt Pskov a pouze vypálil pevnost Ostrov. V zimě 1501 až 1502 Rusové tvrdě zpustošili Východní Livonsko a mnoho livonských hodnostářů si přálo uzavřít s Moskvany mír. Plettenberg se přesto rozhodl pokračovat ve válce a znovu se neúspěšně pokusil dobýt Pskov. 13. září 1502 s pouhými 5000 muži zvítězil proti 12000 Rusům v bitvě u Smoliny. V roce 1503 byl uzavřen mír mezi Ivanem III. a Livonií.
Během protestantské reformace Plettenberg podporoval luteránství, jelikož doufal, že si tak podmaní Rižské arcibiskupství. Provincie byla ve značném nepořádku a mistr měl vážné problémy s vládou nad oblastí, která zůstala rozdělena mezi Řád, biskupství a bohatá města Rigu, Tallinn, a Tartu. V roce 1525 nakonec Plettenberg odmítl konvertovat k luteránství a stát se sekulárním vládcem Livonie pod panováním velmistra Alberta Braniborsko-Ansbašského. Místo toho se stal vazalem, respektive říšským knížetem pod vládou císaře Karla V. Habsburského, od čehož si sliboval podporu Svaté říše římské. V únoru roku 1535 zemřel ve věku 85 let.